# Marketing virale
Il marketing virale è un tipo di marketing non convenzionale che sfrutta la capacità comunicativa di pochi soggetti interessati per trasmettere un messaggio a un numero elevato di utenti finali. La modalità di diffusione del messaggio segue un profilo tipico che presenta un andamento esponenziale.
È un'evoluzione del passaparola, ma si distingue da quest'ultimo per il fatto di avere un'intenzione volontaria da parte dei promotori della campagna.

## Etimologia
Il termine nasce nella metà degli anni Novanta per merito di Draper Fisher Jurvetson, utilizzando una analogia biologica con la diffusione esponenziale di un virus e così l'espressione viral marketing diviene nel 1998 marketing "buzz-word of the year".

## Caratteristiche
Il principio del viral marketing si basa sull'originalità di un'idea: qualcosa che, a causa della sua natura o del suo contenuto, riesce a espandersi molto velocemente in una data popolazione. Come un virus, l'idea, che può rivelarsi interessante per un utente, viene passata da questo ad altri contatti, da questi ad altri e così via. In questo modo si espande rapidamente, tramite il principio del "passaparola", la conoscenza dell'idea.
In genere, il termine è riferito agli utenti della rete che, più o meno volontariamente, suggeriscono o raccomandano l'utilizzo di un determinato servizio (per esempio, per la scelta di un indirizzo e-mail). Ultimamente, questa tecnica promozionale si sta diffondendo anche per prodotti non strettamente connessi a Internet: veicolo del messaggio resta comunque la comunità in rete, che può comunicare in maniera chiara, veloce e gratuita.
Un esempio di marketing virale in rete sono le e-mail contenenti storie divertenti, giochi online, siti web curiosi, che nel giro di pochi giorni possono attrarre milioni di visitatori. Spesso si tratta di fenomeni temporanei, i cosiddetti internet meme (Internet phenomenon), che hanno un picco di visite in un periodo determinato, per poi veder calare la propria attrattiva. Tra i "fenomeni" recenti della rete, si può citare il sito The Million Dollar Homepage di Alex Tew, uno studente inglese che, per pagarsi gli studi universitari, ha avuto l'idea di vendere un milione di pixel a un dollaro ciascuno, o il caso del film Cloverfield.
Negli ultimi anni la principale piattaforma di viralizzazione è diventata YouTube. Creare un contenuto che diventi virale non è certo semplice o scontato: in tempi recenti l'elemento preferito da parte degli studi di Marketing è il nascondere la natura artificiale del contenuto (omettendo marchi e loghi per esempio). In generale un contenuto diventa virale se ritenuto originale, divertente, emozionante.

## Social networking
La crescita dei social network ha contribuito significativamente all'efficacia del marketing virale. Nel 2009, due terzi della popolazione mondiale di Internet visita almeno una volta alla settimana un social network o un sito blog. Facebook da solo conta più di un miliardo di utenti attivi. Nel 2009, il tempo trascorso visitando i siti social media ha superato il tempo trascorso inviando e-mail. Uno studio del 2010 ha rilevato che il 52% delle persone che legge notizie online le condivide tramite social network, e-mail o post.

### Social media
L'introduzione dei social media ha causato un cambiamento nel modo in cui viene utilizzato il marketing virale e nella velocità con cui le informazioni vengono diffuse e gli utenti interagiscono. Ciò ha spinto molte aziende a utilizzare i social media come mezzo per promuovere se stesse e i propri prodotti, con Elsamari Botha e Mignon Reyneke che affermano che i messaggi virali stanno "giocando un ruolo sempre più importante nell'influenzare e modificare l'opinione pubblica sulle reputazioni aziendali, i marchi e i prodotti, nonché sui partiti politici e le personalità pubbliche, per fare qualche esempio."
Negli ultimi anni, YouTube, TikTok e Instagram Reels sono diventate le principali piattaforme per la viralizzazione di contenuti. Le aziende utilizzano strategie come storytelling emozionale, challenges virali e collaborazioni con influencer per amplificare il loro messaggio.